# Distrito de Niefang
Niefang es un distrito de Guinea Ecuatorial, en la parte norte de la provincia Centro Sur, en la región continental del país. La capital del distrito es Niefang. El censo de 1994 mostraba 27 357 habitantes en el mismo.
El distrito de Niefang abarca los municipios de Niefang, Nkimi y Nkumekien.